# Los Nevados Nemzeti Park
A Los Nevados Nemzeti Park Kolumbia középső részén helyezkedik el. Az 58 300 hektáron, 2600-5300 méter tengerszint feletti magasságban fekvő park területén négy megye (Tolima, Caldas, Quindío és Risaralda) osztozik.

## Története
A parkot 1973-ban alapították.

## Természet földrajzi adottságai
A helyi név - „a hóval fedettek” - a park öt nagyobb csúcsára utal, mindegyikük kialudt vulkán. Ide tartozik Camunday, ami helyi nyelven „füstös orrot” jelent - ennek magyarázata, hogy a szél gyakran hófelhőket fúj le a csúcsáról.
A parkban található ősi lávamezőkhöz és az ennél fiatalabb jégkorszaki tevékenységhez sok felszínforma kapcsolódik, így a függővölgyek és a jég vájta tengerszemek (gleccsertavak). 4300 méteres magasságban található a Sírok völgy, a quimbaya és puya népek egykori szent helye, egy kopár völgy, ahol több száz kő egy hatalmas kört formál. Fölötte homokos magaslati sivatag terül el, ahol a harapós szelek miatt az élet épphogy csak tengődik. 
3600 méter táján több meleg vizű tavacska fekszik, vizüket a vulkáni utóhatás melegíti. Itt a páramo füves pusztát az alpesi erdő benyomulása teszi változatossá. Az Otún-tó vize a Santa Isabel hegy gleccserének olvadékából származik, a belőle eredő Otún folyón keresztül pedig fontos szerepet játszik a risaraldai megyeszékhely, Pereira vízellátásában.

## Állat- és növényvilága
A park területén igen változatos élőhelyek fordulnak elő: magaslati sivatag, görgeteg-leejtők, hómezők és gleccserek is vannak itt.
A vadállatok közül megemlítendő az andoki kondor, a pápaszemes medve, az északi törpeszarvas, a hegyi tapír, valamint a kolibrik sokasága.

## Turizmus
A Kolumbia központi hegyláncában elhelyezkedő terület jól ellátott ösvényekkel és turistaházakkal.

## Képek

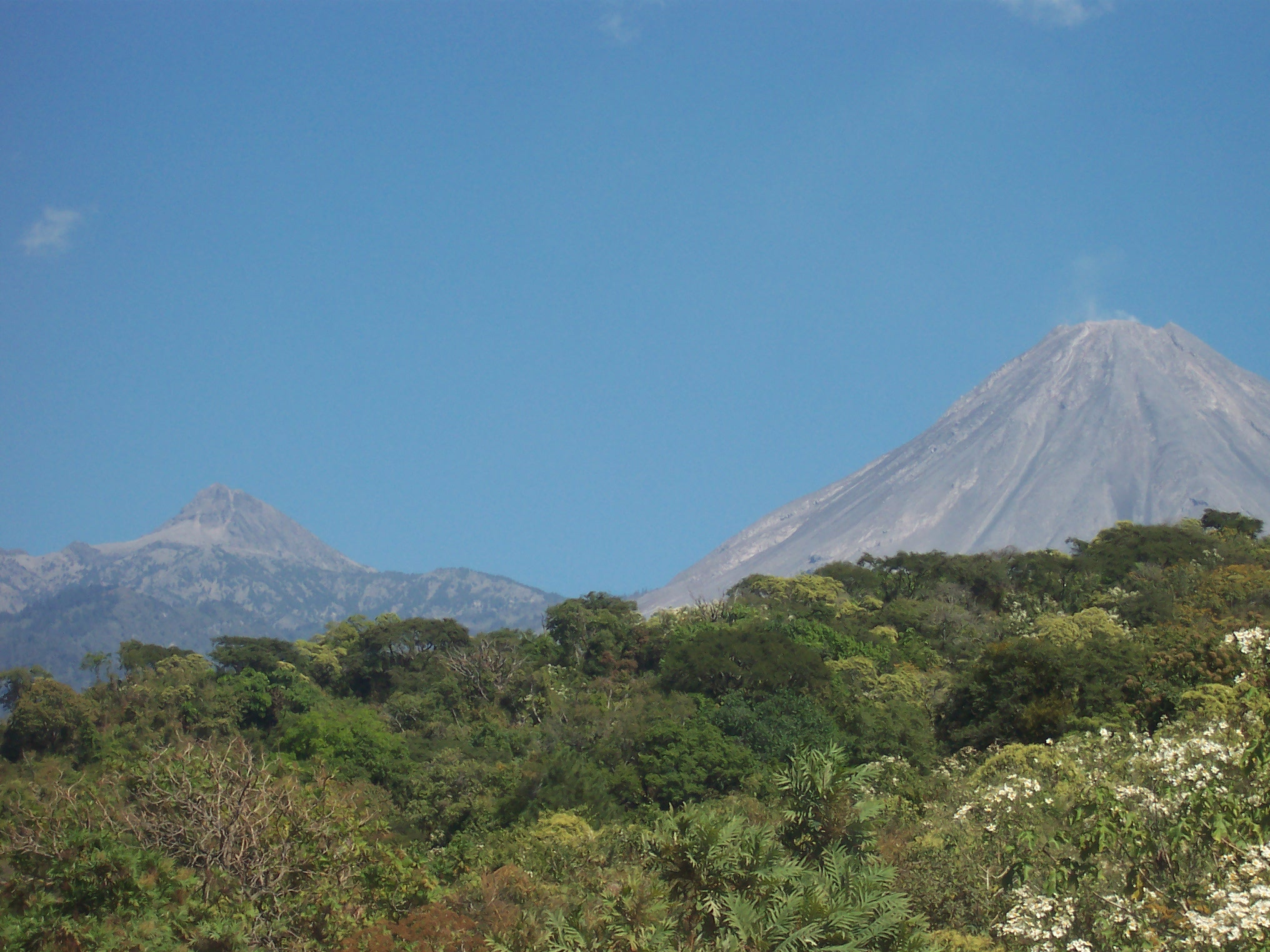
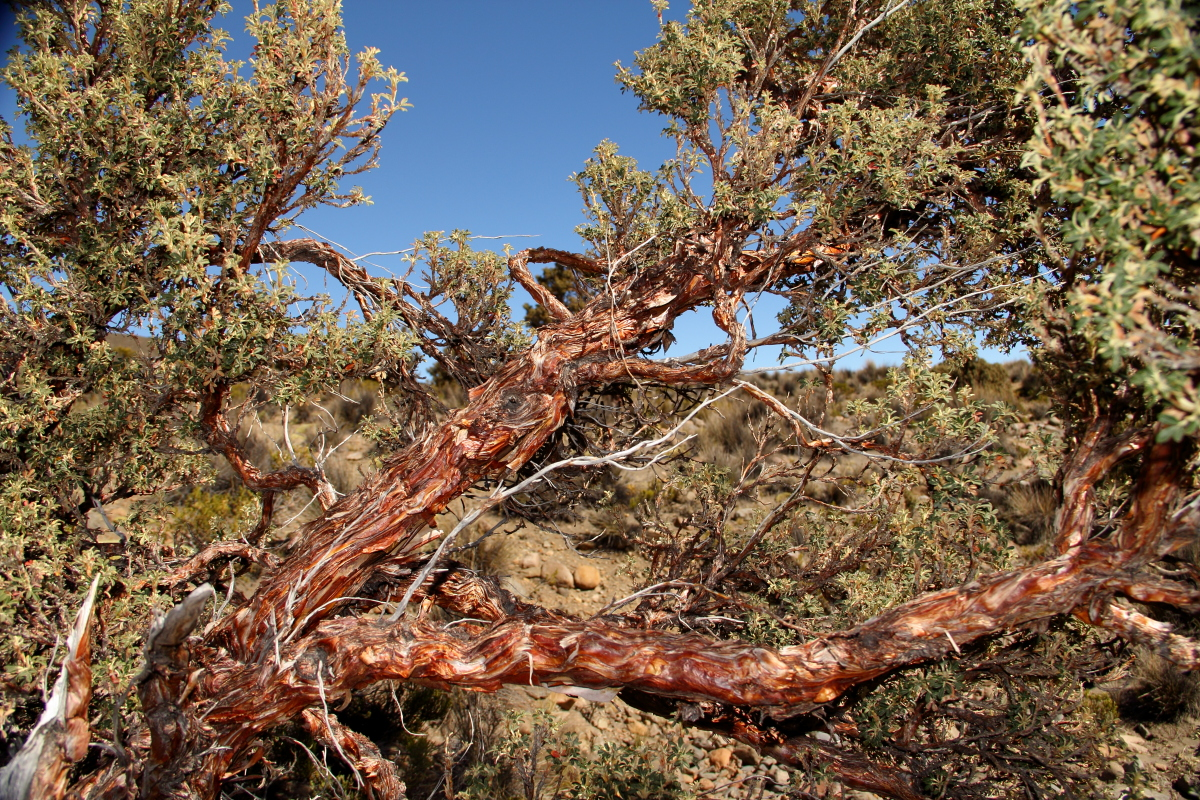
Polylepis Tarapacana
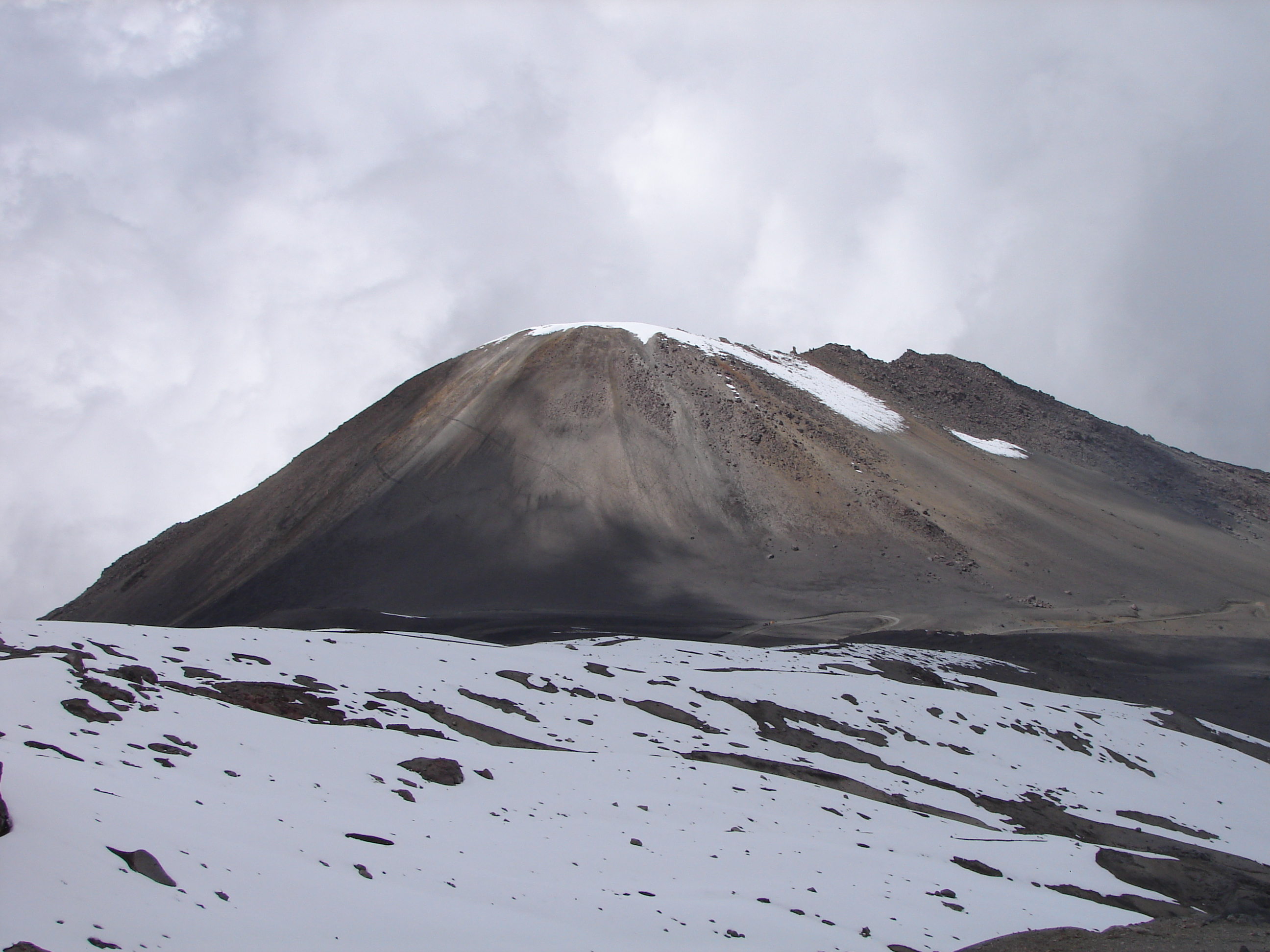
A De la Olleta kráter
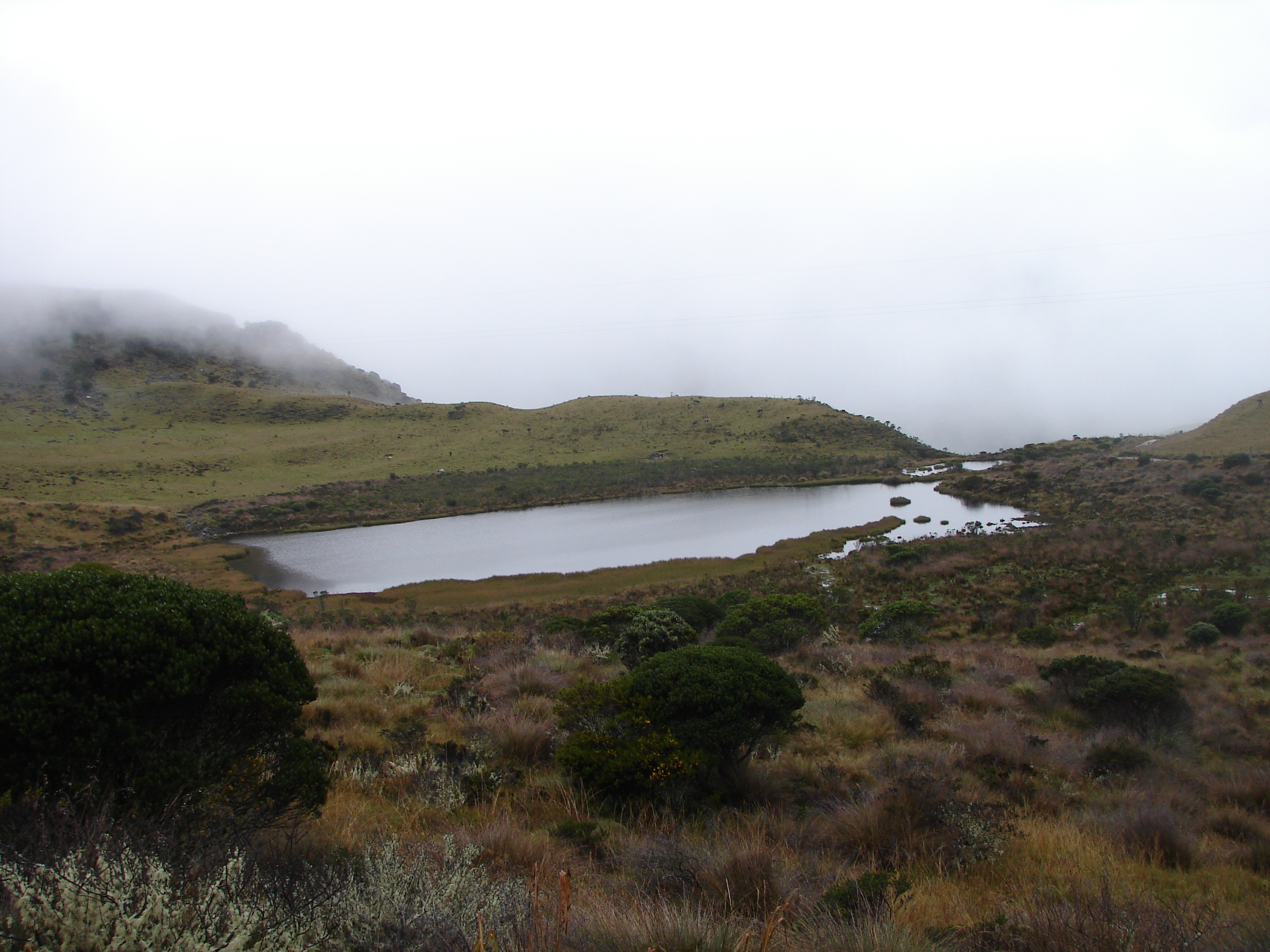
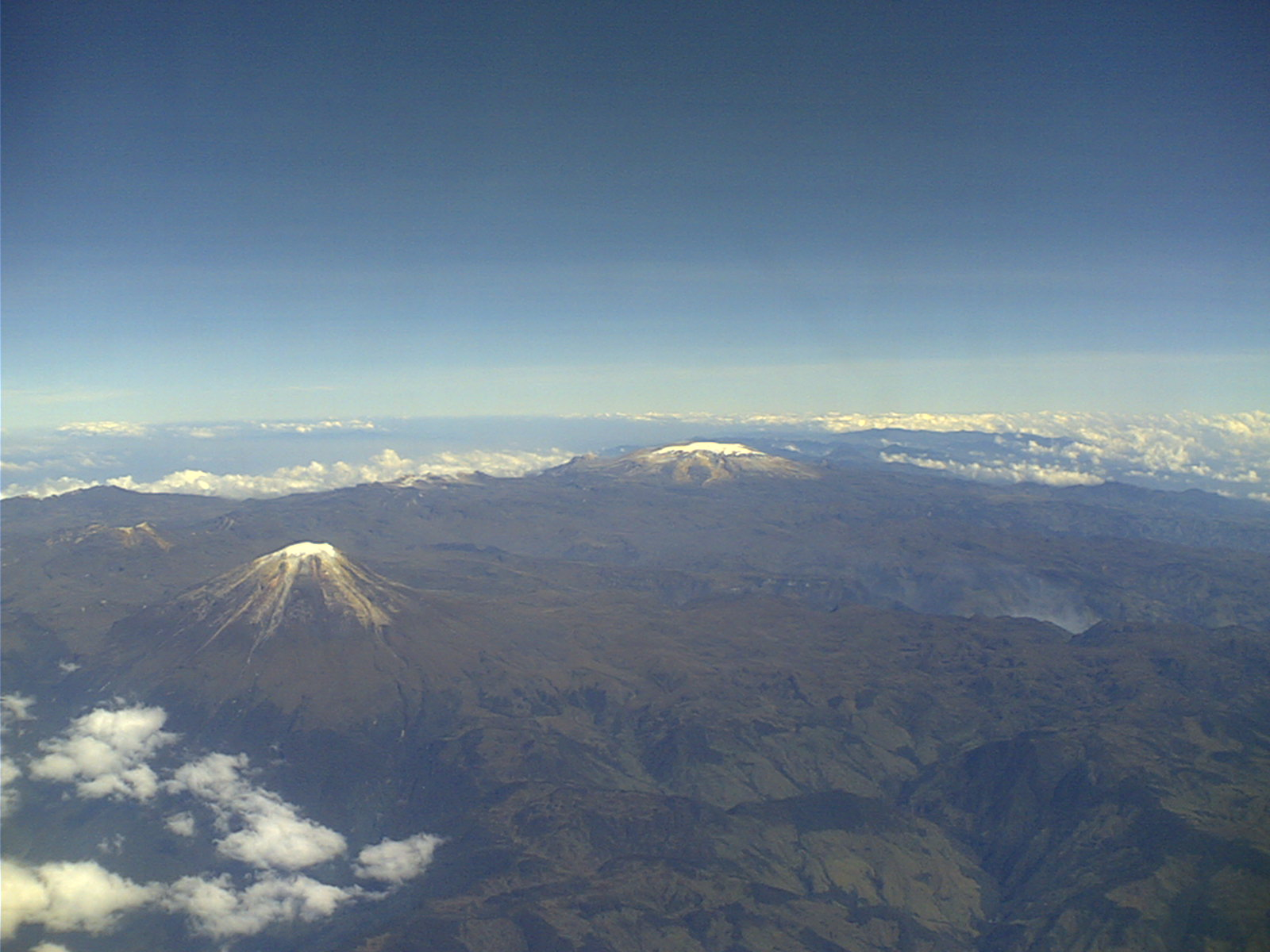
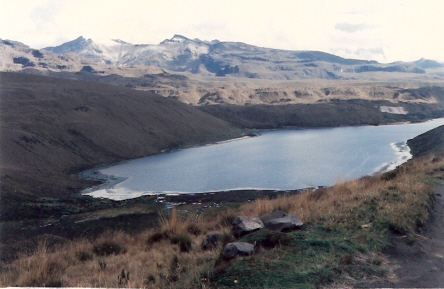
Az Otún-tó